# 近藤幸正
近藤 幸正（こんどう ゆきまさ、生没年不詳）は、戦国時代の武将。通称 左近右衛門。大久保氏の家臣。

## 略歴
享禄3年（1530年）、松平清康の宇利城攻めでは松平方に属し、鏑矢を務めたという。
息子は徳川家康に仕えた近藤幸成であり、娘は大久保忠世に嫁いだ 。
後に幸正の孫・幸綱は家臣を随従して石川家に入り其家臣となった 。
幸正は伊勢亀山藩家老近藤幸隆の8世の祖である 。墓所は菅生村満性寺（岡崎市） 。